# 博西洛沃市镇

所在位置

博西洛沃市镇，为北马其顿的一个市镇，行政中心为博西洛沃村，属于东南统计区。市镇总面积161.99平方公里，总人口14,260（2002年）。
该市镇西临瓦西莱沃市镇，北邻贝罗沃市镇，东邻諾沃塞洛市鎮，南邻斯特魯米察市鎮。